# Poksi (jezioro)
Poksi (est. Poksi järv) – jezioro w Estonii, w prowincji Võrumaa, w gminie Vastseliina. Należy do pojezierza Haanja (est. Hannja järved). Położone jest na północ od wsi Käpa. Ma powierzchnię 1,1ha linię brzegową o długości 836 m. Sąsiaduje m.in. z jeziorami Käpämäe, Vaskna, Purkna, Kalda, Põldalotsõ, Jürijärv, Murojärv. Położone jest na terenie obszaru chronionego krajobrazu Haanja (est. Haanja looduspark).